# Проєхидна волохата
Проєхидна волохата (Zaglossus bruijni) — вид ссавців роду Проєхидна родини єхиднових.

## Назва
Вид названо на честь нідерландського торговця тваринами Антоні Аугустуса Брюйна.

## Опис
Завдовжки досягає 50—77 см, вага 5—16,5 кг. Цей вид відрізняється від австралійської єхидни числом пальців — на всіх лапах лише по 3 пальці. Перший і п'ятий пальці не розвинені, іноді зустрічаються тварини з п'ятьма передніми і чотирма задніми пальцями. Довжина кігтів задніх кінцівок зменшується поступово зсередини назовні. Зігнутий донизу дзьоб майже вдвічі довше решти частини голови. Голова, тіло і кінцівки щільно вкриті грубою шерстю рівномірного темно—бурого або чорного забарвлення з невеликою домішкою гладеньких щетинок або зовсім без них. У ній приховані лише нечисленні, короткі, здебільшого абсолютно білі, іноді тільки бурі в основі голки.

## Спосіб життя
Полюбляє альпійські луки, вологі гірські ліси. зустрічається на висоті від 1300 до 4000 м над рівнем моря. Живиться переважно дощовими хробаками.
Розмноження відбувається у липні. Самиця відкладає 1 яйце. рідше 3—4. Їх вона розміщує у сумці. Через 9 діб з'являється маленьке єхиденя, яке мати годує молоком ще 6 місяців, коли досягає ваги у 400 г.
Тривалість життя сягає 30 років.

## Розповсюдження
Мешкає у північно—західній частині о.Нова Гвінея.